# Дёй-ла-Барр
Дёй-ла-Барр (фр. Deuil-la-Barre) — муниципалитет во Франции, в регионе Иль-де-Франс, департамент Валь-д'Уаз. Население — 21 230 человек (2006). Муниципалитет расположен на расстоянии около 15 км севернее Парижа, 21 км восточнее Сержи.

## Демография
Динамика населения (Cassini и INSEE):

## Города-побратимы
- Франкфурт-на-Майне, Германия (1967)
- Вац, Венгрия (1991)
- Винсфорд[англ.], Великобритания (1992)
- Лориньян, Португалия (1453)